# Джерич, Радое
Радо́е Дже́рич (серб. Радоје Ђерић / Radoje Đerić; 28 декабря 1991, Требине) — сербский гребец, выступает за национальную сборную Сербии по академической гребле начиная с 2011 года. Участник летних Олимпийских игр в Лондоне, бронзовый призёр чемпионата Европы, бронзовый призёр молодёжного чемпионата мира, победитель и призёр многих регат национального значения.

## Биография
Радое Джерич родился 28 декабря 1991 года в городе Требине Югославии (ныне Республика Сербская, Босния и Герцеговина). Активно заниматься греблей начал в возрасте пятнадцати лет в 2006 году, проходил подготовку в Белграде в столичном гребном клубе «Партизан».
Первого серьёзного успеха на взрослом международном уровне добился в сезоне 2012 года, когда вошёл в основной состав сербской национальной сборной и побывал на чемпионате Европы в итальянском Варесе, откуда привёз награду бронзового достоинства, выигранную совместно с Милошем Васичем, Миляном Вуковичем и Гораном Ягаром в безрульных четвёрках. Благодаря череде удачных выступлений удостоился права защищать честь страны на летних Олимпийских играх в Лондоне — в том же составе в той же дисциплине они заняли пятое место на предварительном квалификационном этапе, затем показали первый результат в утешительном отборочном заезде, стали шестыми на стадии полуфиналов и попали тем самым в утешительный финал «Б». В утешительном финале «Б» финишировали четвёртыми и, таким образом, расположились в итоговом протоколе соревнований на десятой строке.
После лондонской Олимпиады Джерич остался в основном составе гребной команды Сербии и продолжил принимать участие в крупнейших международных регатах. Так, в 2013 году в безрульных двойках он стал бронзовым призёром на молодёжном мировом первенстве в австрийском Оттенсхайме. Принимал участие во взрослых европейском первенстве в Познани и мировом первенстве в Эглебетт-ле-Лак, но был здесь далёк от попадания в число призёров. Пытался пройти отбор на Олимпийские игры 2016 года в Рио-де-Жанейро в четвёрках безрульных, однако на квалификационной регате в швейцарском Люцерне сумел дойти лишь до утешительного этапа, где финишировал пятым.